# Marc Roca
Marc Roca Junqué (La Granada, Barcelona, España, 26 de noviembre de 1996) es un futbolista español. Juega como centrocampista y su equipo es el Real Betis Balompié de la Primera División de España.

## Trayectoria
Inició su formación como futbolista en la cantera del Atlètic Vilafranca hasta que, en 2008, pasó a la cantera del R. C. D. Espanyol. En la temporada 2014-15 se convirtió en jugador del equipo filial periquito, donde permaneció hasta 2016. De cara a la temporada 2016-17 fue ascendido a la primera plantilla gracias a Quique Sánchez Flores.
En noviembre de 2016 fue blindado por el R. C. D. Espanyol, siendo renovado hasta 2022 con 40 millones de cláusula de rescisión.
El 4 de octubre de 2020, tras haber jugado 121 partidos con el equipo periquito, el Bayern de Múnich hizo oficial su fichaje hasta 2025. Jugó su primer partido en la Liga de Campeones de la UEFA el 25 de noviembre. Fue titular y fue expulsado por dos amarillas en la victoria por 3-1 de la fase de grupos contra el Red Bull Salzburgo.
El 17 de junio de 2022 el Leeds United F. C. hizo oficial su fichaje hasta 2026. En la primera temporada el equipo descendió a la EFL Championship, por lo que para la 2023-24 fue cedido al Real Betis Balompié. Al final de la campaña, en la que marcó cuatro goles en 37 partidos, ambos clubes acordaron su traspaso y firmó con la entidad verdiblanca hasta 2029.

## Selección nacional
Participó con la selección española sub-21 en la Eurocopa Sub-21 de 2019 que ganaron y marcó un gol en la victoria por 4-1 en la semifinal sobre Francia.

## Estadísticas

### Clubes
Actualizado al último partido disputado el 16 de febrero de 2025.
| Club                           | Div.          | Temporada     | Liga  | Liga  | Copas nacionales | Copas nacionales | Copas internacionales | Copas internacionales | Total | Total |
| Club                           | Div.          | Temporada     | Part. | Goles | Part.            | Goles            | Part.                 | Goles                 | Part. | Goles |
| ------------------------------ | ------------- | ------------- | ----- | ----- | ---------------- | ---------------- | --------------------- | --------------------- | ----- | ----- |
| R. C. D. Espanyol "B" · España | 2.ª B         | 2014-15       | 11    | 1     | —                | —                | —                     | —                     | 11    | 1     |
| R. C. D. Espanyol "B" · España | 2.ª B         | 2015-16       | 34    | 3     | —                | —                | —                     | —                     | 34    | 3     |
| R. C. D. Espanyol "B" · España | 2.ª B         | 2016-17       | 6     | 2     | —                | —                | —                     | —                     | 6     | 2     |
| R. C. D. Espanyol "B" · España | Total club    | Total club    | 51    | 6     | 0                | 0                | 0                     | 0                     | 51    | 6     |
| R. C. D. Espanyol · España     | 1.ª           | 2016-17       | 25    | 0     | 1                | 0                | —                     | —                     | 26    | 0     |
| R. C. D. Espanyol · España     | 1.ª           | 2017-18       | 8     | 0     | 1                | 0                | —                     | —                     | 9     | 0     |
| R. C. D. Espanyol · España     | 1.ª           | 2018-19       | 35    | 1     | 5                | 0                | —                     | —                     | 40    | 1     |
| R. C. D. Espanyol · España     | 1.ª           | 2019-20       | 35    | 2     | 1                | 0                | 8                     | 0                     | 44    | 2     |
| R. C. D. Espanyol · España     | 2.ª           | 2020-21       | 2     | 0     | —                | —                | —                     | —                     | 2     | 0     |
| R. C. D. Espanyol · España     | Total club    | Total club    | 105   | 3     | 8                | 0                | 8                     | 0                     | 121   | 3     |
| Bayern de Múnich · Alemania    | 1.ª           | 2020-21       | 6     | 0     | 2                | 0                | 3                     | 0                     | 11    | 0     |
| Bayern de Múnich · Alemania    | 1.ª           | 2021-22       | 9     | 0     | 0                | 0                | 4                     | 0                     | 13    | 0     |
| Bayern de Múnich · Alemania    | Total club    | Total club    | 15    | 0     | 2                | 0                | 7                     | 0                     | 24    | 0     |
| Leeds United F. C. Inglaterra  | 1.ª           | 2022-23       | 32    | 1     | 4                | 0                | —                     | —                     | 36    | 1     |
| Leeds United F. C. Inglaterra  | Total club    | Total club    | 32    | 1     | 4                | 0                | 0                     | 0                     | 36    | 1     |
| Real Betis Balompié · España   | 1.ª           | 2023-24       | 26    | 2     | 3                | 1                | 8                     | 1                     | 37    | 4     |
| Real Betis Balompié · España   | 1.ª           | 2024-25       | 14    | 2     | 0                | 0                | 3                     | 0                     | 17    | 2     |
| Real Betis Balompié · España   | Total club    | Total club    | 40    | 4     | 3                | 1                | 11                    | 1                     | 54    | 6     |
| Total carrera                  | Total carrera | Total carrera | 243   | 14    | 17               | 1                | 26                    | 1                     | 286   | 16    |
| 1. 2.                          |               |               |       |       |                  |                  |                       |                       |       |       |

## Palmarés

### Títulos nacionales
| Título                | Club             | País     | Año     |
| --------------------- | ---------------- | -------- | ------- |
| 1. Bundesliga         | Bayern de Múnich | Alemania | 2020-21 |
| Supercopa de Alemania | Bayern de Múnich | Alemania | 2021    |
| 1. Bundesliga         | Bayern de Múnich | Alemania | 2021-22 |

### Títulos internacionales
| Título                 | Club (*)         | Sede   | Año  |
| ---------------------- | ---------------- | ------ | ---- |
| Eurocopa sub-21        | España           | Italia | 2019 |
| Copa Mundial de Clubes | Bayern de Múnich | Catar  | 2020 |

(*) Incluyendo la selección.